# إكسيلو
إكسيلو هي شركة مغربية خاصة متخصصة في إنتاج البسكويت، وهي تستحوذ على أزيد من %27 من حصص سوق البسكويت بالمغرب.وتعتبر شركة بي جزء من جديد تابع لشركة إكسيلو

## تاريخ الشركة
2004 - إنشاء شركة إكسيلو
2009 - إطلاق علامة طوب كوكيز Top Cookies
2010 - إطلاق علامة بيكي Biggy
2011 - إطلاق علامة جينوفا Genova
2014 - إطلاق علامة إييو Eyo'o
2015 - إطلاق علامة كراكز Crak's
2016 - إطلاق علامة شوك أب Choc'Up